# Determinación de Rømer de la velocidad de la luz

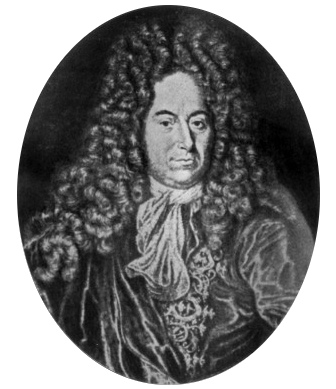
Ole Rømer (1644-1710) ya era un estadista en su Dinamarca natal algún tiempo después de su descubrimiento de la velocidad de la luz (1676). Probablemente el grabado sea póstumo.

La determinación de Rømer de la velocidad de la luz fue la demostración, en 1676, de que la velocidad de la luz tiene una velocidad finita y, por tanto, no se desplaza instantáneamente. El descubrimiento se suele atribuir al astrónomo  danés (1644-1710), que trabajaba en el Observatorio Real en París en ese momento.
Al cronometrar los eclipses de la luna  Júpiter Ío, Rømer estimó que la luz tardaría unos 22 minutos en recorrer una distancia igual al diámetro de la  órbita de la Tierra alrededor del Sol. Esto daría a la luz una velocidad de unos 220 000 kilómetros por segundo, aproximadamente un 26% menos que el valor real de la 299 792 km/s.
La teoría de Rømer fue controvertida en el momento en que la anunció, y nunca convenció al director del Observatorio de París, Giovanni Domenico Cassini, para que la aceptara plenamente. Sin embargo, rápidamente ganó apoyo entre otros filósofos naturales de la época, como Christiaan Huygens e Isaac Newton. Finalmente se confirmó casi dos décadas después de la muerte de Rømer, con la explicación en 1729 de la aberración estelar por el astrónomo inglés James Bradley.

## Antecedentes
La determinación de la posición este-oeste (longitud) era un problema práctico importante en la cartografía y la navegación antes del año 1700. En 1598 Felipe III de España había ofrecido un premio por un método para determinar la longitud de un barco fuera de la vista de tierra. Galileo propuso un método para establecer la hora del día, y por lo tanto la longitud, basado en los tiempos de los eclipses de las lunas de Júpiter, en esencia utilizando el sistema joviano como reloj cósmico; este método no fue mejorado significativamente hasta que se desarrollaron relojes mecánicos precisos en el siglo XVIII. Galileo propuso este método a la corona española (1616-17), pero resultó poco práctico, sobre todo por la dificultad de observar los eclipses desde un barco. Sin embargo, con mejoras, el método pudo funcionar en tierra.
El astrónomo italiano Giovanni Domenico Cassini fue pionero en el uso de los eclipses de las lunas galileanas para medir la longitud, y publicó tablas para predecir cuándo serían visibles los eclipses desde un lugar determinado. Fue invitado a Francia por Louis XIV para crear el Observatorio Real, que se inauguró en 1671 con Cassini como director, cargo que ocuparía durante el resto de su vida.
Uno de los primeros proyectos de Cassini en su nuevo puesto en París fue enviar al francés Jean Picard al emplazamiento del antiguo observatorio de Tycho Brahe en Uraniborg, en la isla de  Ven cerca de Copenhague. Picard debía observar y cronometrar los eclipses de las lunas de Júpiter desde Uraniborg, mientras Cassini registraba las horas en que se veían en París. Si Picard registraba el final de un eclipse a las 9 horas 43 minutos 54 segundos después del mediodía en Uraniborg, mientras que Cassini registraba el final del mismo eclipse a las 9 horas 1 minuto 44 segundos después del mediodía en París -una diferencia de 42 minutos 10 segundos- la diferencia de longitud podía calcularse en 10° 32' 30". Picard fue ayudado en sus observaciones por un joven danés que había terminado recientemente sus estudios en la Universidad de Copenhague. - Ole Rømer - y debió quedar impresionado por las habilidades de su ayudante, ya que dispuso que el joven fuera a París para trabajar en el Observatorio Real de esa ciudad.

## Eclipses de Io
Io es la más interna de las cuatro lunas de Júpiter descubiertas por Galileo en enero de 1610. Rømer y Cassini se refieren a ella como el "primer satélite de Júpiter". Orbita a Júpiter una vez cada 42½ horas, y el plano de su órbita está muy cerca del plano de la órbita de Júpiter alrededor del sol. Esto significa que pasa parte de cada órbita a la sombra de Júpiter - un eclipse.
Visto desde la Tierra, un eclipse de Io se ve de dos maneras.
- Io desaparece repentinamente, al entrar en la sombra de Júpiter. Esto se denomina inmersión.
- Io reaparece repentinamente, al salir de la sombra de Júpiter. Esto se denomina una emergencia.

Desde la Tierra, no es posible ver tanto la inmersión como la emergencia para el mismo eclipse de Io, porque una u otra estará oculta (ocultada) por el propio Júpiter. En el punto de  oposición (punto H en el diagrama siguiente), tanto la inmersión como la emergencia serían ocultadas por Júpiter.
Durante unos cuatro meses después de la oposición de Júpiter (de L a K en el diagrama de abajo), es posible ver emergencias de Io a partir de sus eclipses, mientras que durante unos cuatro meses antes de la oposición (de F a G), es posible ver inmersiones de Io en la sombra de Júpiter. Durante unos cinco o seis meses del año, alrededor del punto de  conjunción, es imposible observar los eclipses de Io en absoluto porque Júpiter está demasiado cerca (en el cielo) del sol. Incluso durante los periodos anteriores y posteriores a la oposición, no todos los eclipses de Io pueden observarse desde un lugar determinado de la superficie terrestre: algunos eclipses ocurrirán durante el día para un lugar determinado, mientras que otros eclipses ocurrirán mientras Júpiter está por debajo del horizonte (oculto por la propia Tierra).
El fenómeno clave que observó Rømer fue que el tiempo transcurrido entre los eclipses no era constante. Por el contrario, variaba ligeramente en distintas épocas del año. Como estaba bastante seguro de que el periodo orbital de Io no cambiaba realmente, dedujo que se trataba de un efecto de observación. Al disponer de las trayectorias orbitales de la Tierra y de Júpiter, se dio cuenta de que los periodos en los que la Tierra y Júpiter se alejaban el uno del otro correspondían siempre a un mayor intervalo entre eclipses. Por el contrario, los momentos en los que la Tierra y Júpiter se acercaban siempre iban acompañados de una disminución del intervalo entre eclipses. Esto, según Rømer, podía explicarse satisfactoriamente si la luz poseía una velocidad finita, que pasó a calcular.

## Observaciones

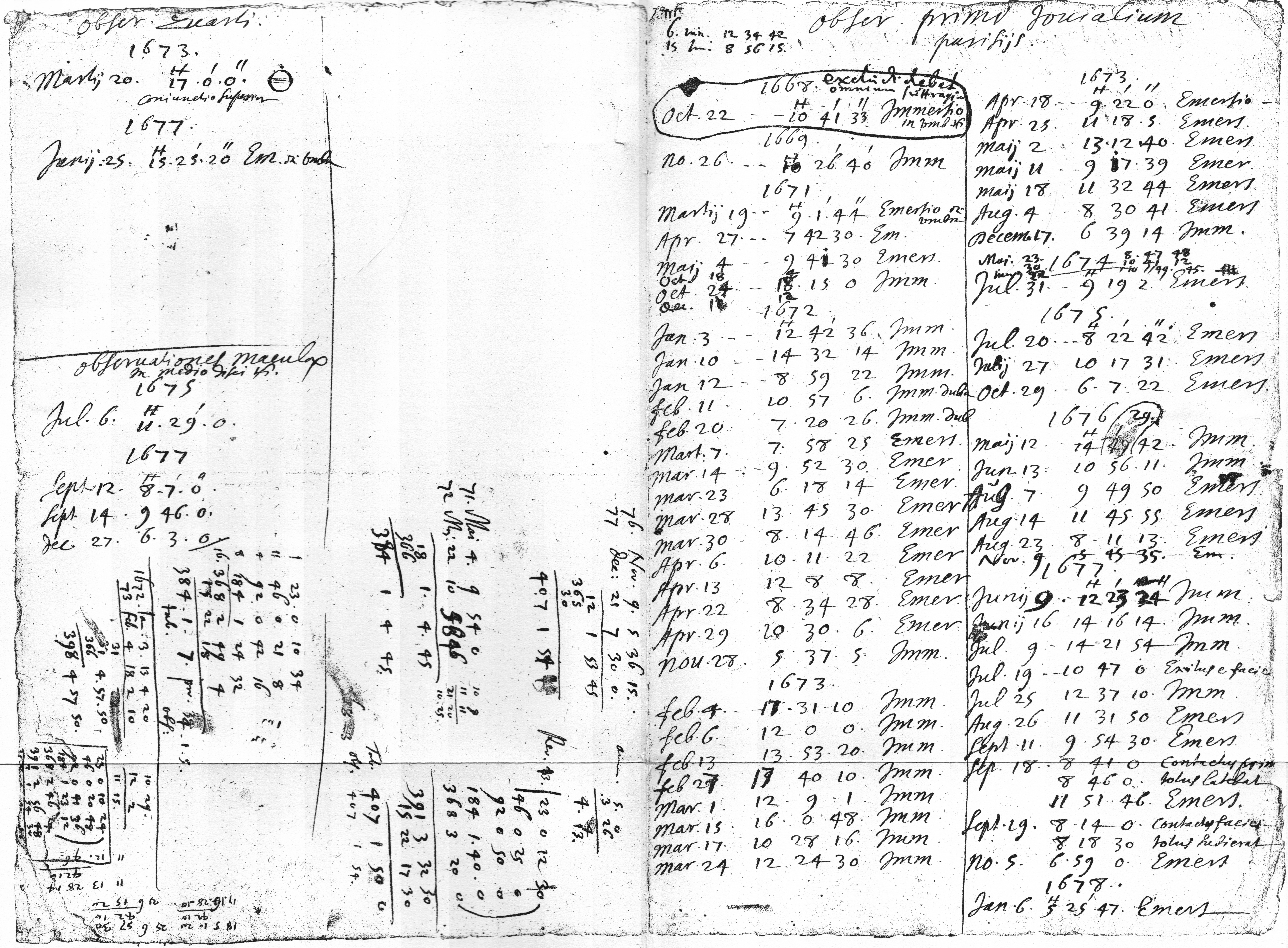
Aide -mémoire de Rømer, escrito en algún momento después de enero de 1678 y redescubierto en 1913. Los tiempos de los eclipses de Io aparecen en el lado derecho de esta imagen, que habría sido la "página uno" de la hoja doblada. Haga clic en la imagen para ampliarla.

La mayor parte de los papeles de Rømer fueron destruidos en el Incendio de Copenhague de 1728, pero un manuscrito que sobrevivió contiene una lista de unas sesenta observaciones de eclipses de Io desde 1668 hasta 1678. En particular, detalla dos series de observaciones a ambos lados de las oposiciones del 2 de marzo de 1672 y el 2 de abril de 1673. Rømer comenta en una carta a Christiaan Huygens fechada el 30 de septiembre de 1677 que estas observaciones de 1671-73 forman la base de sus cálculos.
El manuscrito que se conserva fue escrito algún tiempo después de enero de 1678, la fecha de la última observación astronómica registrada (una aparición de Io el 6 de enero), y por tanto fue posterior a la carta de Rømer a Huygens. Rømer parece haber estado recopilando datos sobre los eclipses de las  lunas galileanas en forma de un aide-mémoire, posiblemente mientras se preparaba para regresar a Dinamarca en 1681. El documento también registra las observaciones en torno a la oposición del 8 de julio de 1676 que constituyeron la base para el anuncio de los resultados de Rømer.

## Anuncio inicial
El 22 de agosto de 1676, Cassini hizo un anuncio a la Real Academia de Ciencias de París de que iba a cambiar la base de cálculo de sus tablas de eclipses de Io. Es posible que también expusiera el motivo:
Esta segunda desigualdad parece deberse a que la luz tarda en llegar desde el satélite; la luz parece tardar entre diez y once minutos [en cruzar] una distancia igual al medio diámetro de la órbita terrestre.
Lo más importante es que Rømer anunció la predicción de que la aparición de Io el 16 de noviembre de 1676 se observaría unos diez minutos más tarde de lo que se habría calculado con el método anterior. No hay constancia de ninguna observación de la aparición de Io el 16 de noviembre, pero sí se observó una aparición el 9 de noviembre. Con estas pruebas experimentales en la mano, Rømer explicó su nuevo método de cálculo a la Real Academia de Ciencias el 22 de noviembre.
El acta original de la reunión de la Real Academia de Ciencias se ha perdido, pero la presentación de Rømer se recogió como noticia en el Journal des sçavans del 7 de diciembre. Este informe anónimo fue traducido al inglés y publicado en Philosophical Transactions of the Royal Society en Londres el 25 de julio de 1677.

## Razonamiento de Rømer

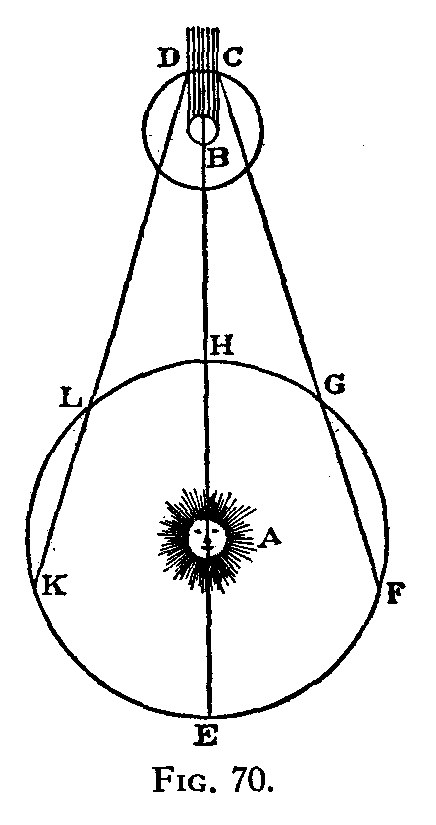
Una versión rediseñada de la ilustración del informe de noticias de 1676. Rømer comparó la duración aparente de las órbitas de Io a medida que la Tierra se movía hacia Júpiter (F a G) y a medida que la Tierra se alejaba de Júpiter (L a K).

### Orden de magnitud
Rømer comienza con una demostración de orden de magnitud de que la velocidad de la luz debe ser tan grande que tarda mucho menos de un segundo en recorrer una distancia igual al diámetro de la Tierra.
El punto L del diagrama representa la segunda cuadratura de Júpiter, cuando el ángulo entre Júpiter y el Sol (visto desde la Tierra) es de 90°. Rømer supone que un observador podría ver una aparición de Io en la segunda cuadratura (L), y la aparición que se produce después de una órbita de Io alrededor de Júpiter (cuando se considera que la Tierra está en el punto K, el diagrama no está a escala), es decir, 42½  horas después. Durante esas 42½ horas, la Tierra se ha alejado de Júpiter en la distancia LK': esta, según Rømer, es 210 veces el diámetro de la Tierra. Si la luz viajara a una velocidad de un diámetro terrestre por segundo, tardaría 3½ minutos en recorrer la distancia LK. Y si se tomara el período de la órbita de Io alrededor de Júpiter como la diferencia de tiempo entre la aparición en L y la aparición en K, el valor sería 3½ minutos más largo que el valor verdadero.
A continuación, Rømer aplica la misma lógica a las observaciones en torno a la primera cuadratura (punto G), cuando la Tierra se mueve hacia Júpiter. La diferencia de tiempo entre una inmersión vista desde el punto F y la siguiente inmersión vista desde el punto G debería ser 3½ minutos más corta que el verdadero período orbital de Io. Por lo tanto, debería haber una diferencia de unos 7 minutos entre los períodos de Io medidos en la primera cuadratura y los medidos en la segunda cuadratura. En la práctica, no se observa ninguna diferencia, por lo que Rømer concluye que la velocidad de la luz debe ser muy superior a un diámetro terrestre por segundo.

### Efecto acumulativo
Sin embargo, Rømer también se dio cuenta de que cualquier efecto de la velocidad finita de la luz se sumaría a lo largo de una larga serie de observaciones, y es este efecto acumulativo el que anunció a la Real Academia de Ciencias de París. El efecto puede ilustrarse con las observaciones de Rømer de la primavera de 1672.
Júpiter estaba en oposición el 2 de marzo de 1672: las primeras observaciones de las surgencias fueron el 7 de marzo (a las 07:58:25) y el 14 de marzo (a las 09:52:30). Entre las dos observaciones, Io había completado cuatro órbitas de Júpiter, lo que supone un período orbital de 42 horas 28 minutos 31¼ segundos.
La última aparición observada en la serie fue el 29 de abril (a las 10:30:06). Para entonces, Io había completado treinta órbitas alrededor de Júpiter desde el 7 de marzo: el período orbital aparente es de 42 horas 29 minutos 3 segundos. La diferencia parece ínfima -32 segundos-, pero significaba que la aparición del 29 de abril se producía un cuarto de hora después de lo previsto. La única explicación alternativa era que las observaciones de los días 7 y 14 de marzo se habían equivocado en dos minutos.

### Predicción
Rømer nunca publicó la descripción formal de su método, posiblemente debido a la oposición de Cassini y Picard a sus ideas (véase más adelante). Sin embargo, la naturaleza general de su cálculo puede deducirse de la noticia publicada en el Journal des sçavans y del anuncio de Cassini del 22 de agosto de 1676.
Cassini anunció que las nuevas tablas
contienen la desigualdad de los días o el movimiento real del Sol [es decir, la desigualdad debida a la excentricidad de la órbita de la Tierra], el movimiento excéntrico de Júpiter [es decir, la desigualdad debida a la excentricidad de la órbita de Júpiter] y esta nueva desigualdad, no detectada anteriormente, [es decir, debida a la velocidad finita de la luz].
.
Por lo tanto, Cassini y Rømer parecen haber estado calculando los tiempos de cada eclipse basándose en la aproximación de las órbitas circulares, y aplicando luego tres correcciones sucesivas para estimar el tiempo en que se observaría el eclipse en París.
Las tres "desigualdades" (o irregularidades) enumeradas por Cassini no eran las únicas conocidas, pero eran las que se podían corregir mediante el cálculo. La órbita de Io también es ligeramente irregular debido a la resonancia orbital con Europa y Ganímedes, dos de las otras  lunas galileanas de Júpiter, pero esto no se explicaría completamente hasta dentro de un siglo. La única solución de la que disponía Cassini y otros astrónomos de su época era emitir correcciones periódicas en las tablas de eclipses de Io para tener en cuenta su movimiento orbital irregular: poner a cero el reloj periódicamente, por así decirlo. El momento obvio para reajustar el reloj era justo después de la oposición de Júpiter al Sol, cuando Júpiter está más cerca de la Tierra y es más fácilmente observable.
La oposición de Júpiter al Sol ocurrió alrededor del 8 de julio de 1676. El aide-mémoire de Rømer enumera dos observaciones de apariciones de Io después de esta oposición pero antes del anuncio de Cassini: el 7 de agosto a las 09:44:50 y el 14 de agosto a las 11:45:55. Con estos datos, y conociendo el período orbital de Io, Cassini pudo calcular los tiempos de cada uno de los eclipses durante los siguientes cuatro o cinco meses.
El siguiente paso para aplicar la corrección de Rømer sería calcular la posición de la Tierra y Júpiter en sus órbitas para cada uno de los eclipses. Este tipo de  transformación de coordenadas era habitual en la elaboración de tablas de posiciones de los planetas tanto para la astronomía como para la astrología: equivale a encontrar cada una de las posiciones L' (o K) para los distintos eclipses que puedan observarse.
Por último, la distancia entre la Tierra y Júpiter puede calcularse utilizando la trigonometría estándar, en particular la ley de los cosenos, conociendo dos lados (distancia entre el Sol y la Tierra; distancia entre el Sol y Júpiter) y un ángulo (el ángulo entre Júpiter y la Tierra formado en el Sol) de un triángulo. La distancia del Sol a la Tierra no se conocía bien en aquel momento, pero tomándola como un valor fijo a, la distancia del Sol a Júpiter puede calcularse como algún múltiplo de a.
Este modelo sólo dejaba un parámetro ajustable: el tiempo que tarda la luz en recorrer una distancia igual a a, el radio de la órbita de la Tierra. Rømer disponía de una treintena de observaciones de eclipses de Io entre 1671 y 1673 que utilizó para encontrar el valor que mejor se ajustaba: once minutos. Con ese valor, pudo calcular el tiempo extra que tardaría la luz en llegar a la Tierra desde Júpiter en noviembre de 1676 en comparación con agosto de 1676: unos diez minutos.

## Reacciones iniciales
La explicación de Rømer sobre la diferencia entre los tiempos predichos y los observados de los eclipses de Io fue ampliamente aceptada, aunque no de forma universal. Huygens fue uno de los primeros partidarios, especialmente porque apoyaba sus ideas sobre la refracción, y escribió al Controlador General de Finanzas francés Jean-Baptiste Colbert en defensa de Rømer. Sin embargo Cassini, superior de Rømer en el Real Observatorio, fue un temprano y tenaz opositor de las ideas de Rømer, y parece que Picard, mentor de Rømer, compartía muchas de las dudas de Cassini.
Las objeciones prácticas de Cassini estimularon un gran debate en la Real Academia de Ciencias (con la participación de Huygens por carta desde Londres). Cassini señaló que las otras tres lunas galileanas no parecían mostrar el mismo efecto que se observaba en el caso de Io, y que había otras irregularidades que no se podían explicar con la teoría de Rømer. Rømer respondió que era mucho más difícil observar con precisión los eclipses de las otras lunas, y que los efectos inexplicables eran mucho menores (para Io) que el efecto de la velocidad de la luz: sin embargo, admitió ante Huygens que las "irregularidades" inexplicables en los otros satélites eran mayores que el efecto de la velocidad de la luz. La disputa tenía algo de filosófico: Rømer afirmaba que había descubierto una solución sencilla a un importante problema práctico, mientras que Cassini rechazaba la teoría por considerarla defectuosa, ya que no podía explicar todas las observaciones. Cassini se vio obligado a incluir "correcciones empíricas" en sus tablas de eclipses de 1693, pero nunca aceptó la base teórica: de hecho, eligió diferentes valores de corrección para las distintas lunas de Júpiter, en directa contradicción con la teoría de Rømer.
Las ideas de Rømer tuvieron una acogida mucho más cálida en Inglaterra. Aunque Robert Hooke (1635-1703) desestimó la supuesta velocidad de la luz como tan grande como para ser virtualmente instantánea, el Astrónomo Real John Flamsteed (1646-1719) aceptó la hipótesis de Rømer en sus ephemerides de eclipses de Io. Edmond Halley (1656-1742), futuro astrónomo real, fue también un temprano y entusiasta partidario. Isaac Newton (1643-1727) también aceptó la idea de Rømer; en su libro de 1704 Opticks dando un valor de "siete u ocho minutos" para que la luz viaje del Sol a la Tierra, más cerca del valor verdadero (8 minutos 19 segundos) que la estimación inicial de Rømer de 11 minutos. Newton también señala que las observaciones de Rømer habían sido confirmadas por otros, presumiblemente por Flamsteed y Halley en el Greenwich como mínimo.
Si bien a muchos (como Hooke) les resultaba difícil concebir la enorme velocidad de la luz, la aceptación de la idea de Rømer sufría una segunda desventaja, ya que se basaba en el modelo de Kepler de los planetas orbitando el Sol en órbitas elípticas. Aunque el modelo de Kepler tenía una amplia aceptación a finales del siglo XVII, todavía se consideraba lo suficientemente controvertido como para que Newton dedicara varias páginas a discutir las pruebas observacionales a favor en su Philosophiæ Naturalis Principia Mathematica (1687).
La opinión de Rømer de que la velocidad de la luz era finita no fue plenamente aceptada hasta que las mediciones de la aberración estelar fueron realizadas en 1727 por James Bradley (1693-1762). (1693-1762). Bradley, que sería el sucesor de Halley como Astrónomo Real, calculó un valor de 8 minutos 13 segundos para que la luz viajara desde el Sol hasta la Tierra. Irónicamente, la aberración estelar había sido observada por primera vez por Cassini y (de forma independiente) por Picard en 1671, pero ninguno de los dos astrónomos fue capaz de dar una explicación al fenómeno. El trabajo de Bradley también puso fin a cualquier objeción seria que quedara al modelo kepleriano del Sistema Solar.

## Mediciones posteriores
El astrónomo sueco Pehr Wilhelm Wargentin (1717-83) utilizó el método de Rømer en la elaboración de sus efemérides de las lunas de Júpiter (1746), al igual que Jean-Dominique Maraldi que trabajaba en París. Las irregularidades restantes en las órbitas de las lunas galileanas no se explicarían satisfactoriamente hasta los trabajos de Joseph Louis Lagrange (1736-1813) y Pierre-Simon Laplace (1749-1827) sobre la resonancia orbital.
En 1809, de nuevo haciendo uso de las observaciones de Io, pero esta vez con el beneficio de más de un siglo de observaciones cada vez más precisas, el astrónomo Jean Baptiste Joseph Delambre (1749-1822) informó que el tiempo de viaje de la luz desde el Sol hasta la Tierra era de 8 minutos 12 segundos. Según el valor que se asuma para la unidad astronómica, la velocidad de la luz es de poco más de 300 000 kilómetros por segundo.
Las primeras mediciones de la velocidad de la luz con aparatos completamente terrestres fueron publicadas en 1849 por Hippolyte Fizeau (1819-96). En comparación con los valores aceptados hoy en día, el resultado de Fizeau (unos 313 000 kilómetros por segundo) era demasiado elevado y menos preciso que los obtenidos por el método de Rømer. Pasarían otros treinta años antes de que A. A. Michelson en Estados Unidos publicara sus resultados más precisos (299 910±50 km/s) y Simon Newcomb confirmara la concordancia con las mediciones astronómicas, casi exactamente dos siglos después del anuncio de Rømer.

## Discusión posterior

### ¿Midió Rømer la velocidad de la luz?
Varias discusiones han sugerido que no se debe atribuir a Rømer la medición de la velocidad de la luz, ya que nunca dio un valor en unidades terrestres. Estos autores atribuyen a Huygens el primer cálculo de la velocidad de la luz.
La estimación de Huygens fue un valor de 110 000 000 toises por segundo: como posteriormente se determinó que la toise (toesa) es algo menos de dos metros, esto da el valor en unidades del SI.
Sin embargo, la estimación de Huygens no era un cálculo preciso sino una ilustración a nivel de orden de magnitud. El pasaje relevante de Treatise sur la lumière dice:
Si se considera el gran tamaño del diámetro KL, que según yo es de unos 24 mil diámetros de la Tierra, se reconocerá la extrema velocidad de la Luz. Porque, suponiendo que KL no es más que 22 mil de estos diámetros, parece que al ser atravesado en 22 minutos esto hace que la velocidad sea de mil diámetros en un minuto, es decir 16-2/3 diámetros en un segundo o en un latido del pulso, lo que hace más de 11 cien veces cien mil toesas;
Obviamente, a Huygens no le preocupaba la diferencia del 9% entre su valor preferido para la distancia del Sol a la Tierra y el que utiliza en su cálculo. Tampoco tenía Huygens ninguna duda sobre el logro de Rømer, como escribió a Colbert (énfasis añadido):
He visto recientemente, con mucho placer, el hermoso descubrimiento del señor Romer, para demostrar que la luz tarda en propagarse, e incluso para medir este tiempo;
Ni Newton ni Bradley se molestaron en calcular la velocidad de la luz en unidades terrestres. El siguiente cálculo del que se tiene constancia fue probablemente realizado por Fontenelle: afirmando que trabajaba a partir de los resultados de Rømer, el relato histórico del trabajo de Rømer, escrito algún tiempo después de 1707, da un valor de 48 203 leguas por segundo. Esto es 16,826 diámetros terrestres (214,636 km) por segundo.

### Método Doppler
También se ha sugerido que Rømer estaba midiendo un efecto Doppler. El efecto original descubierto por Christian Doppler 166 años después se refiere a las ondas electromagnéticas en propagación. La generalización a la que se refiere aquí es el cambio en la frecuencia observada de un oscilador (en este caso, Io orbitando alrededor de Júpiter) cuando el observador (en este caso, en la superficie de la Tierra) se mueve: la frecuencia es mayor cuando el observador se mueve hacia el oscilador y menor cuando el observador se aleja del oscilador. Este análisis aparentemente anacrónico implica que Rømer estaba midiendo la relación c⁄v, donde c es la velocidad de la luz y v es la velocidad orbital de la Tierra (estrictamente, la componente de la velocidad orbital de la Tierra paralela al vector de la Tierra-Júpiter), e indica que la mayor inexactitud de los cálculos de Rømer fue su escaso conocimiento de la órbita de Júpiter.
No hay pruebas de que Rømer pensara que estaba midiendo c⁄v: da su resultado como el tiempo de 22 minutos para que la luz recorra una distancia igual al diámetro de la órbita de la Tierra o, equivalentemente, 11 minutos para que la luz viaje del Sol a la Tierra. Se puede demostrar fácilmente que las dos medidas son equivalentes: si damos τ como el tiempo que tarda la luz en atravesar el radio de una órbita (por ejemplo, del Sol a la Tierra) y P como el período orbital (el tiempo de una rotación completa), entonces
{\displaystyle {c \over v}={P \over {2\pi \tau }}}
Bradley, que estaba midiendo c⁄v en sus estudios sobre la aberración en 1729, era muy consciente de esta relación ya que convierte sus resultados para c⁄v en un valor para τ sin ningún comentario.